# سامسونگ کارت
سامسونگ کارت (به کره‌ای: 삼성카드) شرکت کارت اعتباری کره‌ای است، که در زمینه ارائه خدمات کارت‌های اعتباری فعالیت می‌کند. شرکت سامسونگ کارت در سال ۱۹۸۸ تأسیس شد، در سال ۲۰۰۴ با سامسونگ کپیتال ادغام گردید و هم‌اکنون بزرگترین گرداننده کارت‌های اعتباری کره جنوبی به‌شمار می‌آید.
دفتر مرکزی این شرکت در شهر سئول، کره جنوبی قرار دارد و بخشی از سهام آن در بازار بورس کره معامله می‌شود. سامسونگ لایف با داشتن ۷۱ درصد از سهام این شرکت، مالک اصلی سامسونگ کارت محسوب می‌شود.